# Bitva u Hohenlinden
Bitva u Hohenlinden byla rozhodující bitvou války mezi Francií a tzv. druhou koalicí. Odehrála se 3. prosince 1800 v Bavorsku, v zalesněné oblasti 30 km východně od Mnichova, a francouzská armáda pod velením generála Jean-Victora Moreaua v ní porazila rakousko-bavorskou armádu v čele s arcivévodou Janem.

## Před bitvou
Prakticky ihned po skončení příměří mezi rakouskou a francouzskou armádou zaútočila spojenecká rakousko-bavorská armáda pod velením arcivévody Jana směrem na Mnichov. Arcivévoda Jan i přes naléhání svého mentora, ženijního generála Franze Lauera, trval na zahájení bleskové ofenzívy proti francouzským silám. Pro zahájení ofenzívy byl také i náčelník štábu plukovník Franz von Weyrother. V průběhu ofenzivy narazila rakouská vojska 1. prosince u Ampfingu na zadní voj Moreauovy armády pod velením generála Michela Neye a po urputném boji jej vrhla zpět.
Moreau se na základě získaných informací rozhodl rozmístit svoje jednotky na otevřeném terénu u vesnice Hohenlinden, ležící asi 35 km východně od Mnichova. Postavení to bylo výhodné, jelikož útočící rakousko-bavorská armáda byla nucena útočit přes silně zalesněný terén. Moreau disponoval armádou o síle cca 56 000 mužů oproti 64 000 Rakušanů a Bavorů.

## Plány bitvy
Moreauova obranná pozice sestávala ze čtyř divizí, postavených čelem k východu. Od severu k jihu to byly divize pod velením Clauda Legranda (8 000 mužů), Louise Bastoula (6 000), Michela Neye (10 000) a Emmanuela, markýze de Grouchyho (9 000). Legrandova, Bastoulova a Neyova divize náležela ke sboru generála Paula Greniera. Moreau si podržel v záloze 2 000 mužů těžkého jezdectva pod velením generála Jeana-Josepha Ange d'Hautpoula. Dále k jihu byly dvě další divize pod velením generála Antoine Richepanse (11 000) a generála Charlese Decaena (10 000), které společně s Grouchyho divizí tvořily Moreauův záložní sbor. Moreau plánoval Richepansův přesun na severovýchod, kde by zaútočil na rakouské levé (jižní) křídlo, Jeho hlavní linie pak měla manévrovat na otevřeném terénu, bránit rakouskému postupu a později vyrazit do protiútoku, aby vytlačila Rakušany z lesa. Decaen měl pak podporovat Richepansův postup.
Na základě bitevního plánu, vyhotoveného náčelníkem štábu plukovníkem Weyrotherem, Rakušané postupovali vpřed ve čtyřech kolonách. Od severu k jihu podmaršálek Michael von Kienmayer (16 000), generál Maximilien von Baillet Latour (11 000), generál Jan Kollowrat-Krakowský (20 000) a Johann Riesch (13 000). Arcivévoda Jan pak jel s kolonou generála Kollowrata, která postupovala po hlavní cestě vedoucí od východu směrem na západ skrze les (dnešní státní silnice číslo 12 - Bundestrasse 12). Díky nepříliš dobré štábní práci a také díky velmi hustě zalesněnému terénu postupovaly rakouské kolony odděleně s velmi malou možností vzájemné podpory. Jejich velitelé mylně předpokládali, že francouzská armáda ustupuje, a tomu odpovídala i předpokládaná bitevní sestava.

## Bitva
V pět hodin ráno 3. prosince 1800 zahájily rakouské předsunuté jednotky pod velením generála Löperta, umístěné ve vsích Kreith a Birkach, palbu na francouzské pozice. Během této palby zahájila rakousko-bavorská Kollowratova kolona postup směrem na západ od vesnice Haag ležící na cestě lesem. Rakouští a bavorští vojáci museli tábořit celou noc venku, cesta byla rozmočená a blátivá a tak postup poněkud vázl. Během dopoledne se také přidal sníh s deštěm.
Pravé křídlo pod velením podmaršálka Kienmayera mělo na severu mezi obcemi Isen, Harthofen a Buch am Buchrain zatlačit zde rozmístěné francouzské jednotky zpět, levé křídlo pod Rieschovým velením zůstávalo jihovýchodně od Maitenbethu.
První jednotky Kollowratovy kolony dosáhly kolem sedmé hodiny východů z Egerberského lesa a velmi záhy narazily východně od Hohenlinden u vesnice Kreith na francouzské jednotky stojící v bitevní sestavě pod velením generála Grouchyho. Během přesunu se díky velmi špatnému počasí a o to horší cestě další postupující jednotky Kollowratovy kolony zpozdily a roztáhly po celé délce cesty v délce takřka sedmi kilometrů. I přesto, že Kollowrat zapojil všechny příchozí jednotky do útoku proti francouzské linii, podařilo se francouzské pěchotě pozice udržet.
Konečné rozhodnutí však padlo na levém křídle. Zde francouzská křídelní divize pod velením generála Richepanse vyrazila již kolem čtvrté hodiny ranní. Severně od obce Steinhöring u St. Christoph se jednotky zkoncentrovaly a kolem čtvrt na osm dosáhly Maitenbeth. Kolona generála Riesche, která v tu dobu měla již značné zpoždění, pochodovala jihovýchodně na Albaching a poté na Marsmaier a dále se opožďovala. Jakmile narazily jednotky rakouského levého křídla na francouzské předsunuté hlídky, byly jižně od Maitenbethu vtaženy do boje s postupující francouzskou Decaenovou divizí a k útoku na Maitenbeth si již nedostaly.
Francouzské vítězství bylo francouzskými republikánskými historiky považováno za poslední republikánské vítězství. "Nikdy později už Francie neviděla u svých vojenských velitelů takovou skromnost, takovou uctivou oddanost na straně vojáků, takové dojemné projevy vlastenectví."